# Ковернинский район
Коверни́нский райо́н — административно-территориальное образование (район) в Нижегородской области России. В рамках организации местного самоуправления ему соответствует Ковернинский муниципальный округ (с 2004 до 2020 гг. — муниципальный район).
Административный центр — посёлок городского типа Ковернино, находится в 128 километрах к северо-востоку от Нижнего Новгорода.

## География
Район расположен в северо-западной части Нижегородской области.
Район занимает территорию общей площадью 2339,78 км².
Граничит:
- на востоке с Варнавинским районом и городским округом Семёновским
- на юге с городским округом Бор
- на западе с Сокольским городским округом и Городецким районом
- на севере с Костромской областью.

Район вытянут с севера на юг на 90 км, с запада на восток — на 60 км.
По территории района протекают 22 реки, общей протяжённостью от 3 до 65 км. Главной рекой является Узола, берущая начало в районе и впадающая в Волгу. Крупные притоки Узолы: Малая Серга, Большая Серга, Хохломка, Лемша.  Северная часть района является водораздельной территорией, где берут начало реки Керженец, притоки Унжи: Шомохта и Чёрный Лух, Утрус; приток Мочи — Мочевязь.
Рельеф района равнинный, с преобладанием водораздельных равнин и пологих склонов. Встречаются понижения, поймы рек и ручьёв, а также болота и низины.

### Климат
Климат Ковернинского района умеренно континентальный, с умеренно холодной зимой и тёплым непродолжительным летом. Среднегодовая температура воздуха составляет 2,7 °C, средняя температура июля +18 °C, января −13 °C. Абсолютный минимум температуры: −47…−48 °C, абсолютный максимум: +37 °C. Период с температурой ниже 0° С составляет 159 дней. Годовое количество осадков достигает 566 мм.

## История
История Ковернинского района тесно связана с рекой Узолой. Заселение берегов реки происходило за счёт беглого населения из других земель. Преобладающим типом поселений были малые деревни в один-три двора. Основными занятиями древних поселенцев были рубка и сплав леса, охота, бортничество. Наряду с этим население занималось земледелием, расчищая и выжигая лес под пашню. Земли быстро истощались, и земледельцам приходилось расчищать новые участки леса. Это обусловило незначительные площади пахотных земель и развитие кустарных сельских промыслов. Разработанные и заселённые земли жаловались царями в поместье или вотчину дворянам за вклад в укрепление государственности России. В XIV веке после многократных нашествий татаро-монгол и ногайцев край запустел. Вновь поселения в районе Ковернино возникли в начале XVI века.
В 1712 году по указу царя Петра Великого новопоселенье Рыбновские починки (ныне одна из улиц рабочего посёлка Ковернино) вместе с рядом волостей Юрьевецкого уезда были даны в вотчину тайному советнику, князю Якову Федоровичу Долгорукову. По его указанию при деревне Коверниной был поставлен боярский двор для надзора и сбора податей с рыбновских жителей. В то же время на селе срублена церковь Святого пророка Ильи, построены мельницы.
В 1720 году князь Долгоруков умирает, а конфискованная в казну волость причисляется к дворцовому ведомству. В 70-е годы XVIII века Рыбновская волость из Юрьевецкого уезда Нижегородской губернии была передана в Макарьевский уезд Костромского наместничества.
Ковернинские старообрядцы, торговые мужики, благодаря природной смекалке, оборотистости и добропорядочной жизни сумели поднять статус волостного центра до уровня одного из самых крупных торговых селений Макарьевского уезда. Развиваются промыслы: сапожный, обечечный, кузнечный, столярный, изготовление и роспись деревянных ложек и посуды, выработка коромысел, ткачество холста и половиков.
С 1918 по 1922 год Ковернино числилось уездным городом, входившим в состав Костромской губернии. В 1918 году в Ковернино пущена электростанция. В конце 1922 года Ковернинский уезд был упразднён, Ковернино перестало быть городом. С октября 1922 по 1929 год Ковернинская волость была в составе Семёновского уезда.
10 июня 1929 года был образован Ковернинский район. В его составе образовались 18 сельсоветов, в район вошли 300 больших и малых селений. Вплоть до 1965 года район несколько раз укрупнялся и разукрупнялся. В 1965 году он восстановлен в существующих ныне границах.
Отдалённость от железнодорожных путей и недостаточно развитая сеть автомобильных дорог создавали определённые трудности в его развитии. Основной отраслью экономики района было и остаётся сельское хозяйство. В год образования района — 1929, было создано 12 колхозов. К концу 1930 года в районе уже насчитывалось 147 колхозов и несколько артелей.
В ноябре 1934 года в районе была создана МТС. К весне 1937 года у МТС было уже 70 тракторов, первые комбайны. В эти годы шло интенсивное развитие колхозов, сельхозартелей. Расширялись посевные площади, внедрялись севообороты, улучшалась агротехника. В ряде колхозов в 1937 году собрали по 14 ц/га зерна, по 150 ц/га картофеля. В 1939 году колхоз «Основы пятилетки» за успехи в выращивании льна был награждён Красным Знаменем обкома КПСС и облисполкома, стал участником Всесоюзной сельскохозяйственной выставки. Успешно развивалось и животноводство. Росло число передовиков-стахановцев. В эти годы ряд животноводов получали по 17 поросят от свиноматки, по 1900 л молока от коровы. Передовые колхозы и их работники были постоянными участниками ВСХВ.
В годы войны оставшееся в колхозах население (в основном женщины и подростки) удержали на уровне посевные площади, не допустили снижения поголовья скота. На территории района формировались части 160-й стрелковой дивизии первого формирования, принявшей участие в начальном периоде Великой Отечественной войны в Белоруссии.
В 1949—1950 годах прошло укрупнение хозяйств, их стало 37. Ещё 15 хозяйств перешли в Ковернинский район из расформированного Залесного района. В конце 50-х годов стала крепнуть материально-техническая база в колхозах и МТС, активно шло строительство школ, домов культуры, магазинов, дорог. 15 ноября 1957 года к Ковренинскому району была присоединена часть территории упразднённого Залесного района. В 1962 году Ковернинский район был упразднён, что отрицательно сказалось как на развитии всех предприятий района, так и жизни населения. В 1965 году район был восстановлен. В последующие годы в сельское хозяйство были направлены крупные капиталовложения.
В Ковернинском районе нет крупных промышленных предприятий. Промышленность создавалась на основе переработки леса, сельскохозяйственного сырья. Ещё в 1879 году открылась Тарасовская фабрика по производству валяной обуви. В марте 1919 года были созданы Хрящевская рогожная артель, Семинская и Мокушинская красильно-ложкарные артели. С них начинается история ТПО фабрики «Хохломской художник». В 1933 году введён в строй действующий льнозавод, в 1952 году создан леспромхоз.
В 1960—1970-е годы XX века создавались строительные организации и предприятия по обслуживанию населения. Шло асфальтирование дорог и тротуаров посёлка, прокладывался водопровод.
В 1974 году создана первая Ковернинская автошкола (учебный пункт Балахнинской автошколы). Её первым руководителем и основателем стал Курочкин Михаил Ефимович.
Проект первого генерального плана застройки рабочего посёлка Ковернино был принят в 1973 году. В 1970-е годы в районе интенсивно велось строительство объектов социально-культурного, бытового, административного, производственного назначения и жилых домов. В 1984 году был построен телевизионный ретранслятор.
В 1990 году в район пришёл природный газ. В феврале 1992 года был утверждён генеральный план застройки посёлка на последующие 20 лет. В настоящее время идёт активная газификация центра и сельских поселений на юге и востоке района. Построены очистные сооружения.

## Население
| 1939    | 1959    | 1970    | 1979    | 1989    | 2002    | 2008    | 2009    | 2010    |
| ------- | ------- | ------- | ------- | ------- | ------- | ------- | ------- | ------- |
| 34 334  | ↗36 057 | ↘31 433 | ↘24 897 | ↘24 063 | ↘21 404 | ↘19 653 | ↘19 462 | ↗19 951 |
| 2011    | 2012    | 2013    | 2014    | 2015    | 2016    | 2017    | 2018    | 2019    |
| ↘19 868 | ↘19 622 | ↘19 360 | ↘19 208 | ↘18 960 | ↘18 700 | ↘18 597 | ↘18 543 | ↘18 297 |
| 2020    | 2021    |         |         |         |         |         |         |         |
| ↘18 176 | ↘17 513 |         |         |         |         |         |         |         |

### Урбанизация
В городских условиях (рабочий посёлок Ковернино) проживают 39,94 % населения района.

## Административно-муниципальное устройство
В Ковернинский район, в рамках административно-территориального устройства области, входят 6 административно-территориальных образований, в том числе 1 рабочий посёлок и 5 сельсоветов.
| № | Административно-территориальное (муниципальное) образование | Административный центр    | Количество населённых пунктов | Население (чел.) | Площадь (км²) |
| - | ----------------------------------------------------------- | ------------------------- | ----------------------------- | ---------------- | ------------- |
| 1 | Рабочий посёлок Ковернино                                   | рабочий посёлок Ковернино | 1                             | ↗6970            | 9,38          |
| 2 | Большемостовский сельсовет                                  | деревня Большие Мосты     | 54                            | ↘2864            | 801,59        |
| 3 | Гавриловский сельсовет                                      | деревня Гавриловка        | 30                            | ↘1956            | 156,15        |
| 4 | Горевский сельсовет                                         | село Горево               | 33                            | ↘1811            | 836,85        |
| 5 | Скоробогатовский сельсовет                                  | деревня Сухоноска         | 30                            | ↗2755            | 202,83        |
| 6 | Хохломский сельсовет                                        | село Хохлома              | 36                            | ↘1820            | 332,98        |

Первоначально на территории Ковернинского района к 2004 году выделялись 1 рабочий посёлок и 12 сельсоветов. В рамках организации местного самоуправления в 2004—2009 гг. в существовавший в этот период Ардатовский муниципальный район входили соответственно 13 муниципальных образований, в том числе 1 городское поселение и 12 сельских поселений. В 2009 году были упразднены следующие сельсоветы: Белбажский и Понуровский (включены в Горевский сельсовет), Большекрутовский, Каменский и Шадринский сельсоветы (включены в Большемостовский сельсовет), Анисимовский (включён в Хохломский сельсовет), Семинский сельсовет (включён в Скоробогатовский сельсовет). В мае 2020 года муниципальный район и все входившие в его состав поселения были упразднены и объединены в Ковернинский муниципальный округ.

## Населённые пункты
В Ковернинском районе 184 населённых пункта, в том числе посёлок городского типа (рабочий посёлок) и 183 сельских населённых пункта.
| №   | Населённый пункт    | Тип             | Население | Административно-территориальное (муниципальное) образование |
| --- | ------------------- | --------------- | --------- | ----------------------------------------------------------- |
| 1   | Ковернино           | рабочий посёлок | ↗6994     | рабочий посёлок Ковернино                                   |
| 2   | Анисимов            | починок         | ↘0        | Большемостовский сельсовет                                  |
| 3   | Анисимово           | деревня         | ↘516      | Хохломский сельсовет                                        |
| 4   | Арефьево            | деревня         | ↘32       | Хохломский сельсовет                                        |
| 5   | Белбаж              | село            | ↘247      | Горевский сельсовет                                         |
| 6   | Белые Пруды         | деревня         | ↘23       | Большемостовский сельсовет                                  |
| 7   | Беляево             | деревня         | ↗118      | Гавриловский сельсовет                                      |
| 8   | Березовка           | деревня         | ↘14       | Хохломский сельсовет                                        |
| 9   | Беспалово           | деревня         | ↘17       | Гавриловский сельсовет                                      |
| 10  | Бетино              | деревня         | ↘81       | Большемостовский сельсовет                                  |
| 11  | Бобылевка           | деревня         | ↘3        | Горевский сельсовет                                         |
| 12  | Бобыльск            | деревня         | ↘13       | Большемостовский сельсовет                                  |
| 13  | Большие Долы        | деревня         | ↘8        | Большемостовский сельсовет                                  |
| 14  | Большие Круты       | деревня         | ↗369      | Большемостовский сельсовет                                  |
| 15  | Большие Мосты       | деревня         | ↗913      | Большемостовский сельсовет                                  |
| 16  | Большое Филино      | деревня         | ↘36       | Гавриловский сельсовет                                      |
| 17  | Бориха              | посёлок         | ↘16       | Большемостовский сельсовет                                  |
| 18  | Брындино            | деревня         | ↘2        | Хохломский сельсовет                                        |
| 19  | Бубново             | деревня         | →0        | Скоробогатовский сельсовет                                  |
| 20  | Бутавка             | деревня         | ↘18       | Гавриловский сельсовет                                      |
| 21  | Быково              | деревня         | ↘5        | Хохломский сельсовет                                        |
| 22  | Васильево           | деревня         | ↘37       | Хохломский сельсовет                                        |
| 23  | Вихорево            | деревня         | ↘9        | Хохломский сельсовет                                        |
| 24  | Волково             | деревня         | ↘130      | Гавриловский сельсовет                                      |
| 25  | Волоколам           | деревня         | ↘13       | Горевский сельсовет                                         |
| 26  | Воротнево           | деревня         | ↘35       | Скоробогатовский сельсовет                                  |
| 27  | Высоково            | деревня         | ↘55       | Большемостовский сельсовет                                  |
| 28  | Вязовка             | деревня         | ↘247      | Горевский сельсовет                                         |
| 29  | Гавриловка          | деревня         | ↗1090     | Гавриловский сельсовет                                      |
| 30  | Галанино            | деревня         | ↘43       | Большемостовский сельсовет                                  |
| 31  | Гарель              | деревня         | ↘5        | Гавриловский сельсовет                                      |
| 32  | Гарель              | деревня         | ↘13       | Горевский сельсовет                                         |
| 33  | Гари                | деревня         | ↗219      | Гавриловский сельсовет                                      |
| 34  | Гладышево           | деревня         | ↘9        | Большемостовский сельсовет                                  |
| 35  | Глибино             | деревня         | ↘33       | Скоробогатовский сельсовет                                  |
| 36  | Гомино              | деревня         | ↘6        | Большемостовский сельсовет                                  |
| 37  | Гордеевка           | деревня         | ↘0        | Горевский сельсовет                                         |
| 38  | Гордеево            | деревня         | →0        | Скоробогатовский сельсовет                                  |
| 39  | Горево              | село            | ↘462      | Горевский сельсовет                                         |
| 40  | Горево              | деревня         | ↘4        | Хохломский сельсовет                                        |
| 41  | Грачево             | деревня         | ↘13       | Хохломский сельсовет                                        |
| 42  | Грачиха             | деревня         | ↘63       | Гавриловский сельсовет                                      |
| 43  | Гришино             | деревня         | ↘22       | Гавриловский сельсовет                                      |
| 44  | Грязино             | деревня         | ↗3        | Гавриловский сельсовет                                      |
| 45  | Гузолово            | деревня         | ↘2        | Гавриловский сельсовет                                      |
| 46  | Гулыманово          | деревня         | ↗23       | Хохломский сельсовет                                        |
| 47  | Давыдово            | деревня         | →0        | Горевский сельсовет                                         |
| 48  | Дёмино              | деревня         | ↘135      | Гавриловский сельсовет                                      |
| 49  | Дурандино           | деревня         | ↘21       | Скоробогатовский сельсовет                                  |
| 50  | Ермилово            | деревня         | ↘11       | Хохломский сельсовет                                        |
| 51  | Ермиловская Стройка | деревня         | ↘86       | Хохломский сельсовет                                        |
| 52  | Желтухино           | деревня         | ↘15       | Скоробогатовский сельсовет                                  |
| 53  | Задорино            | деревня         | ↘10       | Хохломский сельсовет                                        |
| 54  | Заречный            | посёлок         | ↘62       | Горевский сельсовет                                         |
| 55  | Захватово           | деревня         | ↘28       | Большемостовский сельсовет                                  |
| 56  | Иванов              | починок         | ↘8        | Большемостовский сельсовет                                  |
| 57  | Казанцево           | деревня         | ↘12       | Хохломский сельсовет                                        |
| 58  | Калениха            | деревня         | ↘51       | Большемостовский сельсовет                                  |
| 59  | Каменное            | деревня         | ↘492      | Большемостовский сельсовет                                  |
| 60  | Клюкино             | деревня         | ↘6        | Хохломский сельсовет                                        |
| 61  | Ключи               | деревня         | →0        | Большемостовский сельсовет                                  |
| 62  | Ключи               | деревня         | ↘46       | Хохломский сельсовет                                        |
| 63  | Колесниково         | деревня         | ↘15       | Гавриловский сельсовет                                      |
| 64  | Коловодь            | деревня         | ↘17       | Большемостовский сельсовет                                  |
| 65  | Конев               | починок         | ↘11       | Большемостовский сельсовет                                  |
| 66  | Копани              | деревня         | ↗15       | Большемостовский сельсовет                                  |
| 67  | Короткое            | деревня         | ↘2        | Большемостовский сельсовет                                  |
| 68  | Кошелево            | деревня         | ↘45       | Хохломский сельсовет                                        |
| 69  | Кривое              | деревня         | ↘1        | Хохломский сельсовет                                        |
| 70  | Кротово             | деревня         | ↘15       | Хохломский сельсовет                                        |
| 71  | Крутово             | деревня         | ↘4        | Хохломский сельсовет                                        |
| 72  | Крутяки             | деревня         | ↘0        | Горевский сельсовет                                         |
| 73  | Кузьмино            | деревня         | ↗9        | Гавриловский сельсовет                                      |
| 74  | Кулигино            | деревня         | ↘23       | Скоробогатовский сельсовет                                  |
| 75  | Куприно             | деревня         | ↘6        | Хохломский сельсовет                                        |
| 76  | Ленино              | деревня         | ↘19       | Скоробогатовский сельсовет                                  |
| 77  | Липовка             | деревня         | ↘38       | Хохломский сельсовет                                        |
| 78  | Лифаново            | деревня         | ↘10       | Скоробогатовский сельсовет                                  |
| 79  | Ловыгино            | деревня         | ↘3        | Скоробогатовский сельсовет                                  |
| 80  | Ломы                | деревня         | →2        | Гавриловский сельсовет                                      |
| 81  | Лужки               | деревня         | ↘21       | Большемостовский сельсовет                                  |
| 82  | Лукино              | деревня         | ↘27       | Гавриловский сельсовет                                      |
| 83  | Маза                | деревня         | ↗247      | Горевский сельсовет                                         |
| 84  | Макаршино           | деревня         | ↘15       | Горевский сельсовет                                         |
| 85  | Макридино           | деревня         | ↘0        | Горевский сельсовет                                         |
| 86  | Максимово           | деревня         | ↗72       | Гавриловский сельсовет                                      |
| 87  | Малахово            | деревня         | ↘38       | Гавриловский сельсовет                                      |
| 88  | Малое Карпово       | деревня         | ↘1        | Гавриловский сельсовет                                      |
| 89  | Малое Филино        | деревня         | →0        | Гавриловский сельсовет                                      |
| 90  | Малые Круты         | деревня         | ↘8        | Большемостовский сельсовет                                  |
| 91  | Малые Мосты         | деревня         | →28       | Большемостовский сельсовет                                  |
| 92  | Марковка            | деревня         | ↘14       | Большемостовский сельсовет                                  |
| 93  | Марково             | деревня         | ↘150      | Большемостовский сельсовет                                  |
| 94  | Мартыново           | деревня         | ↘11       | Хохломский сельсовет                                        |
| 95  | Медвежково          | деревня         | ↗44       | Скоробогатовский сельсовет                                  |
| 96  | Мешково             | деревня         | ↘3        | Хохломский сельсовет                                        |
| 97  | Михайлово           | деревня         | ↘0        | Гавриловский сельсовет                                      |
| 98  | Михайлово           | деревня         | ↘47       | Хохломский сельсовет                                        |
| 99  | Мокино              | деревня         | ↘1        | Горевский сельсовет                                         |
| 100 | Мокловка            | деревня         | ↘8        | Горевский сельсовет                                         |
| 101 | Мокушино            | деревня         | ↘25       | Гавриловский сельсовет                                      |
| 102 | Мокушино            | деревня         | ↘7        | Скоробогатовский сельсовет                                  |
| 103 | Мрасы               | деревня         | →0        | Хохломский сельсовет                                        |
| 104 | Мурени              | деревня         | ↘42       | Гавриловский сельсовет                                      |
| 105 | Мягкие              | деревня         | →21       | Большемостовский сельсовет                                  |
| 106 | Наумово             | деревня         | ↘87       | Большемостовский сельсовет                                  |
| 107 | Никитино            | деревня         | ↘2        | Большемостовский сельсовет                                  |
| 108 | Новопокровское      | деревня         | ↘87       | Скоробогатовский сельсовет                                  |
| 109 | Овечкино            | деревня         | ↘63       | Горевский сельсовет                                         |
| 110 | Овсянниково         | деревня         | ↘10       | Большемостовский сельсовет                                  |
| 111 | Осиновка            | деревня         | ↘22       | Горевский сельсовет                                         |
| 112 | Осинское            | деревня         | ↘24       | Скоробогатовский сельсовет                                  |
| 113 | Остра               | деревня         | ↘5        | Большемостовский сельсовет                                  |
| 114 | Павлово             | деревня         | ↘8        | Горевский сельсовет                                         |
| 115 | Палама              | деревня         | ↘1        | Горевский сельсовет                                         |
| 116 | Палама              | посёлок         | ↘6        | Горевский сельсовет                                         |
| 117 | Парамоново          | деревня         | ↘13       | Горевский сельсовет                                         |
| 118 | Перехваткино        | деревня         | ↘3        | Скоробогатовский сельсовет                                  |
| 119 | Пески               | деревня         | ↘1        | Гавриловский сельсовет                                      |
| 120 | Петрово             | деревня         | ↘53       | Горевский сельсовет                                         |
| 121 | Пеуза               | деревня         | ↘0        | Большемостовский сельсовет                                  |
| 122 | Пискома             | деревня         | ↘20       | Хохломский сельсовет                                        |
| 123 | Пичугино            | деревня         | ↘1        | Большемостовский сельсовет                                  |
| 124 | Покровка            | деревня         | ↘4        | Горевский сельсовет                                         |
| 125 | Понурово            | деревня         | ↘363      | Горевский сельсовет                                         |
| 126 | Поселихино          | деревня         | →2        | Скоробогатовский сельсовет                                  |
| 127 | Починки             | деревня         | ↘2        | Скоробогатовский сельсовет                                  |
| 128 | Протазаново         | деревня         | ↘54       | Хохломский сельсовет                                        |
| 129 | Протасиха           | деревня         | ↘27       | Горевский сельсовет                                         |
| 130 | Радость             | деревня         | ↘75       | Горевский сельсовет                                         |
| 131 | Раково              | деревня         | ↘0        | Большемостовский сельсовет                                  |
| 132 | Рамешки             | деревня         | ↘169      | Горевский сельсовет                                         |
| 133 | Рассадино           | деревня         | →4        | Скоробогатовский сельсовет                                  |
| 134 | Роймино             | деревня         | →0        | Скоробогатовский сельсовет                                  |
| 135 | Романово            | деревня         | ↘28       | Большемостовский сельсовет                                  |
| 136 | Рябиновка           | деревня         | ↘5        | Горевский сельсовет                                         |
| 137 | Рябово              | деревня         | ↘22       | Горевский сельсовет                                         |
| 138 | Семенов             | починок         | ↘7        | Большемостовский сельсовет                                  |
| 139 | Сёмино              | деревня         | ↗897      | Скоробогатовский сельсовет                                  |
| 140 | Сермягино           | деревня         | ↗1        | Горевский сельсовет                                         |
| 141 | Сивцево             | деревня         | ↘0        | Хохломский сельсовет                                        |
| 142 | Скоробогатово       | деревня         | ↘51       | Скоробогатовский сельсовет                                  |
| 143 | Смоленое            | деревня         | ↘2        | Большемостовский сельсовет                                  |
| 144 | Смородино           | деревня         | ↗8        | Большемостовский сельсовет                                  |
| 145 | Старцево            | деревня         | ↗14       | Гавриловский сельсовет                                      |
| 146 | Степаново           | деревня         | ↘8        | Большемостовский сельсовет                                  |
| 147 | Степаново           | деревня         | →0        | Гавриловский сельсовет                                      |
| 148 | Студенцы            | деревня         | ↘0        | Большемостовский сельсовет                                  |
| 149 | Сухая Хохлома       | деревня         | ↘21       | Большемостовский сельсовет                                  |
| 150 | Сухоноска           | деревня         | ↘1643     | Скоробогатовский сельсовет                                  |
| 151 | Талица              | деревня         | ↘108      | Горевский сельсовет                                         |
| 152 | Талицы              | деревня         | ↘96       | Большемостовский сельсовет                                  |
| 153 | Тарасово            | деревня         | ↘293      | Хохломский сельсовет                                        |
| 154 | Тезенино            | деревня         | ↘10       | Хохломский сельсовет                                        |
| 155 | Тихоново            | деревня         | ↘1        | Большемостовский сельсовет                                  |
| 156 | Трутнево            | деревня         | ↘21       | Скоробогатовский сельсовет                                  |
| 157 | Урлино              | деревня         | ↘5        | Хохломский сельсовет                                        |
| 158 | Успенский           | выселок         | ↘22       | Большемостовский сельсовет                                  |
| 159 | Уткино              | деревня         | ↗13       | Хохломский сельсовет                                        |
| 160 | Фатеево             | деревня         | ↘22       | Горевский сельсовет                                         |
| 161 | Федорово            | деревня         | 1         | Большемостовский сельсовет                                  |
| 162 | Федорово            | село            | ↘2        | Большемостовский сельсовет                                  |
| 163 | Федулово            | деревня         | ↘8        | Хохломский сельсовет                                        |
| 164 | Фокино              | деревня         | ↘8        | Скоробогатовский сельсовет                                  |
| 165 | Хмелеватка          | деревня         | →0        | Скоробогатовский сельсовет                                  |
| 166 | Хохлома             | село            | ↘738      | Хохломский сельсовет                                        |
| 167 | Хрящи               | деревня         | ↘81       | Скоробогатовский сельсовет                                  |
| 168 | Художиха            | деревня         | ↘0        | Скоробогатовский сельсовет                                  |
| 169 | Цибрики             | деревня         | ↘0        | Гавриловский сельсовет                                      |
| 170 | Чащиха              | деревня         | ↘11       | Гавриловский сельсовет                                      |
| 171 | Черные              | деревня         | ↘46       | Большемостовский сельсовет                                  |
| 172 | Чудово              | деревня         | ↗5        | Большемостовский сельсовет                                  |
| 173 | Шабоши              | деревня         | ↘44       | Скоробогатовский сельсовет                                  |
| 174 | Шадрино             | деревня         | ↘370      | Большемостовский сельсовет                                  |
| 175 | Шалимово            | деревня         | ↗7        | Скоробогатовский сельсовет                                  |
| 176 | Шеломки             | деревня         | ↘15       | Большемостовский сельсовет                                  |
| 177 | Ширмокша            | деревня         | ↘12       | Гавриловский сельсовет                                      |
| 178 | Шишино              | деревня         | ↘62       | Хохломский сельсовет                                        |
| 179 | Шляпино             | деревня         | →0        | Горевский сельсовет                                         |
| 180 | Шмаки               | деревня         | ↘53       | Большемостовский сельсовет                                  |
| 181 | Шомохта             | деревня         | ↘0        | Большемостовский сельсовет                                  |
| 182 | Щегольное           | деревня         | ↗141      | Большемостовский сельсовет                                  |
| 183 | Язвины              | деревня         | ↘33       | Большемостовский сельсовет                                  |
| 184 | Язвицы              | деревня         | ↘3        | Скоробогатовский сельсовет                                  |

Упразднённые населённые пункты
- 2002 год — деревня Сырково

## Экономика района

### Промышленность
Промышленность района представлена пищевой, деревообрабатывающей, лёгкой, полиграфической отраслями, производством художественных изделий, строительных материалов. В районе нет крупных промышленных предприятий.
Продовольственные товары производят 2 предприятия: ЗАО «Узольское» и ЗАО «Пятницкий». Оба предприятия заняты переработкой молока.
Ковернинский район — родина старинного народного промысла: изделий хохломской росписи. Этому промыслу уже более 300 лет. Традиции старинного народного промысла сохраняют ЗАО «ТПО „Хохломский художник“» и ООО «Промысел».
На территории района находится одно из крупнейших соляных месторождений России — Белбажское соляное месторождение.

### Сельское хозяйство
Сельское хозяйство является основной отраслью экономики района. В общем объёме валовой продукции продукция сельского хозяйства занимает 50—60 %.
Сельское хозяйство района представлено 17 сельскохозяйственными предприятиями, 11 крестьянскими (фермерскими) хозяйствами, а также личными подсобными хозяйствами.
На сельскохозяйственных предприятиях занято 48 % от общего количества занятых в экономике района.
Разведением и выращиванием племенного крупного рогатого скота в районе занимаются 3 хозяйства: племзавод имени Ленина, АПК «Мир» и СПК «Хохлома», а также 3 племрепродуктора: СПК «Ковернино», СПК колхоз им. Кутузова и СПК «Семинский». Племрепродуктором по свиньям является племзавод имени Ленина.

### Ресурсы

#### Земельные ресурсы
На водораздельных равнинах, пологих склонах района преобладают дерново-подзолистые почвы, в основном, лёгкого механического состава, песчаные и супесчаные, часто каменистые. В понижениях водораздельных равнин отмечены дерново-подзолистые глееватистые, глееватые и глеевые почвы.
В поймах рек, речек и ручьёв, по днищам балок сформировались дерново-луговые почвы различного механического состава и различной степени оглеенности.
На пониженных элементах рельефа, в поймах рек и ручьёв, в условиях избыточного грунтового увлажнения получили развитие болотные и торфяно-болотные почвы.
Почвы имеют кислую реакцию среды. Под смешанными и хвойными лесами преобладают также дерново-подзолистые, суглинистые и супесчаные почвы. Болотные типы почв и пойменные занимают небольшую площадь.
| №         | Наименование земель                                        | Всего, га | В % к общей площади |
| --------- | ---------------------------------------------------------- | --------- | ------------------- |
| 1         | Пашня                                                      | 43 051    | 18,4                |
| 2         | Многолетние насаждения                                     | 29        | 0,01                |
| 3         | Сенокосы                                                   | 5 730     | 2,4                 |
| 4         | Пастбища                                                   | 10 239    | 4,4                 |
| 5         | Залежи                                                     | 944       | 0,4                 |
| 5.000001  | Итого сельскохозяйственных угодий                          | 59 993    | 25,6                |
| 6         | Коллективное и индивидуальное садоводство и огородничество | 245       | 0,1                 |
| 7         | Земли личных подсобных хозяйств                            | 2 815     | 1,2                 |
| 8         | Леса                                                       | 165 141   | 70,6                |
| 9         | Кустарники                                                 | 1 361     | 0,6                 |
| 10        | Болота                                                     | 1 807     | 0,8                 |
| 11        | Под водой                                                  | 499       | 0,2                 |
| 12        | Под строениями                                             | 635       | 0,3                 |
| 13        | Нарушенные земли                                           | 208       | 0,1                 |
| 14        | Прочие                                                     | 483       | 0,2                 |
| 14.000002 | Всего                                                      | 233 978   | 100,0               |

#### Минеральные ресурсы
В недрах Ковернинского района имеются залежи минерального сырья, пригодного для производства строительных материалов и использования в химической промышленности, в сельском хозяйстве.
Каменная соль
В 1973—1978 годах на территории района около села Белбажа разведано крупное месторождение каменной соли. Балансовые запасы — 712 000 000 тонн. Соль пригодна для производства хлора и каустической соды, а также для получения пищевой соли. Ввиду большой стоимости проекта, отсутствия инвесторов месторождение пока не разрабатывается.
Глины кирпичные
На территории района располагается месторождение глины, которое находится в 2 километрах северо-западнее Ковернино. Месторождение залегает на небольшой глубине и характеризуется хорошим качеством. Глина используется для производства красного кирпича.
Торф
На территории района расположено 22 торфяных месторождения верхового, переходного и низинного типов. Площадь торфяных месторождений — 1 480 гектар. Запасы торфа составляют 1 513 000 тонн. Преобладают мелкие торфяные месторождения низинного типа до 10-50 гектар. На водоразделах рек оформились 2 крупных торфяных месторождения верхового типа площадью свыше 100 гектар. Торфяное месторождение «Гладкое», площадью 55 гектар взято на охрану как памятник природы.
Строительные пески
В районе имеются разведанные запасы строительных песков в объёме 2 000 000—10 000 000 м³.

#### Лесные ресурсы
Общая площадь лесов Ковернинского района составляет — 165 100. га. Лесистость района (отношение площади лесных земель к общей площади района) равна 70 %. Северная и восточная часть района представлена сплошным лесным массивом, южная и центральная зоны — отдельными лесными участками.
На леса первой группы приходится 10 % площади лесов, на леса второй группы — 90 %. Запас древесины в лесах района оценивается в 19 000 000 м³, из которых 62 % приходится на хвойные породы. Запас спелой древесины составляет менее 10 % общего количества — 1 700 000 м³. Ежегодный расчётный объём пользования от всех видов рубок леса в среднем по району 220 000 м³.
В целях восстановления и сохранения лесов на территории ежегодно проводятся мероприятия по охране и защите лесного фонда.
Значение леса в экономике района огромно и разнообразно. Лес пока основной вид топлива для населения района, сырьё для деревообрабатывающих предприятий, важный строительный материал.
Заготовкой и переработкой древесины в районе занимаются большинство предприятий района, в том числе сельскохозяйственные, строительные, торговые. Большая часть древесины заготавливается и перерабатывается предпринимателями, которые получили право на заготовку через аукционы, проводимые лесхозами.
Переработка древесины в районе, в основном, первичная. В 2002 году на ООО «Шервуд» пущена первая линия по производству фанеры.
Лес ежегодно богат ягодами, грибами, что является дополнительным существенным источником для пополнения семейных бюджетов населения района. Сбор ягод, грибов, лекарственных трав является в районе традиционным занятием.

### Транспорт
Ковернинский район расположен в стороне от железнодорожных и водных путей.
Автомобильные дороги общего пользования с твёрдым покрытием протянулись на 550 километров. Регулярное автомобильное и автобусное сообщение налажено с Нижним Новгородом, Городцом, Заволжьем, Семёновым.
Транспортные услуги по перевозке пассажиров оказывает ОАО «Ковернинское автопредприятие». Несколько предпринимателей оказывают услуги по перевозке людей на легковых автомашинах. Протяжённость автобусных внутриобластных линий составляет 368 километров. Услуги по перевозке грузов также оказывает ОАО «Ковернинское автопредприятие» и около 60 частных предпринимателей.

## Культура и образование
Система дошкольного образования района включает в себя 20 ДОУ, в том числе 16 — в сельской местности, которые посещает более 1000 детей.
В районе 22 общеобразовательных школы, в которых обучается более 3500 учеников:
- 7 начальных в сельской местности,
- 8 средних (2 — в Ковернино, 6 — в сельской местности);
- 7 основных (все — в сельской местности).

Большую работу по дополнительному образованию и воспитанию подрастающего поколения проводит центр детского и юношеского творчества, который посещают более 500 человек, и детско-юношеский клуб физической подготовки", в нём занимаются 400 человек.
Также дети имеют возможность посещать музыкальную и художественную школы, которые расположены в Ковернино.
Действует Городецкий губернский колледж № 85, работает факультет дистанционного обучения от Нижегородского государственного архитектурно-строительного университета.

### Культура
В районе работает 21 клубное учреждение, 20 библиотек (18 — в сельской местности).
В Ковернино культурные мероприятия проходят в киноконцертном зале «Мир», в доме культуры, а также на стадионе.
Особое место в сети учреждений культуры занимает музейно-выставочный центр «Отчина» (Ковернино, ул. Коммунистов, 44), который был открыт в июне 1997 года в бывшем купеческом здании, которое принадлежало Трофиму Павловичу Сеземову. В настоящее время в музее оборудованы 3 постоянные экспозиции: «История хохломского промысла», «Промыслы и ремесла нашего края» и «Комната памяти» . Периодически организуются различные выставки
В районе работают ещё пять краеведческих музеев.
В Ковернинском районе сохранились исторические, архитектурные памятники:
- Высоковский Успенский монастырь (село Высоково). Взят под охрану государства. Построен в начале XIX века на месте раскольничьего скита. Здания живописно поставлены на трёх террасах с перепадом в 14 метров. В ансамбль входит Успенский собор, Никольская церковь, колокольня, высота которой около 60 метров, настоятельный корпус, келейный корпус. Сейчас этот уникальный архитектурный комплекс восстанавливается;[6]
- Свято-Троицкий Белбажский монастырь (село Белбаж). В 1708 году на территории женской монашеской обители по воле императора Петра Великого с миссионерской целью был основан Троицкий Кержебельмашский монастырь. Комплекс состоял из трёх каменных храмов: Троицкого, Введенского и в честь Нерукотворного Образа Спасителя. В 1820 году построена Покровская церковь, с высокой колокольней. С 1991 года она вновь открыта;[6]
- Троицкая церковь Тихоновского старообрядческого направления (село Скоробогатово). Церковь построена в 1817 году, на берегу реки Узола. С колокольней, 5 куполами и двумя пределами. Отреставрирована и вновь открыта в 1989 году.[6]

## Лечебные учреждения
В больничный комплекс района входят центральная районная больница на 210 коек (с поликлиникой), Хохломская участковая больница, три сельских врачебных амбулатории, 16 фельдшерско-акушерских пунктов, работает служба скорой помощи.

## Средства массовой информации
В Ковернино издаётся общественно-политическая газета Ковернинского района «Ковернинские новости». C июля 2013 года у газеты работает интернет-версия.

## Религиозный состав населения
Жители Ковернинского района, в основном православные христиане. В период раскола русской церкви в XVII веке, сторонники старой веры спасались от репрессий массовым бегством в глухомань заволжских лесов.
На притоке Керженца реки Белбаже был основан первый тайный старообрядческий скит. Поэтому на территории района существуют разные направления старообрядческой православной веры.
В настоящее время действуют:
- Троицкая церковь (деревня Скоробогатово, построена в 1817 году, восстановлена в 1989 году);
- Церковь Успения Пресвятой Богородицы (с. Понурово, вновь открыта в 1997 году);
- Покровская церковь (село Белбаж, построена в 1820 году);
- Храм Вознесения Господня (рабочий посёлок Ковернино, вновь построен и открыт в 1999 году);
- Высоковский Успенский монастырь (посёлок Выселок Успенский, в настоящее время восстанавливается).[6]

## Бренд территории
В 2014 году было проведено исследование, посвящённое разработке бренда Ковернинского района. Ключевой идеей стало позиционирование района как «Родина Хохломы — заповедник русской души».  В рамках исследования были выделены следующие атрибуты бренда:
- Хохлома — как всемирно известный народный художественный промысел, зародившийся на территории района.
- Экологический туризм — благодаря наличию заповедных лесов и чистой природе.
- Сельский туризм —  основанный на традициях русского гостеприимства и сохранившемся сельском укладе жизни.
- Духовное наследие —  включающее старообрядческие скиты и православные монастыри.
- Качественные местные продукты —  сельскохозяйственная и лесная продукция.

Продвижение бренда территории рассматривается как важный фактор для привлечения туристов, инвесторов и улучшения качества жизни местного населения.